# Вестготи

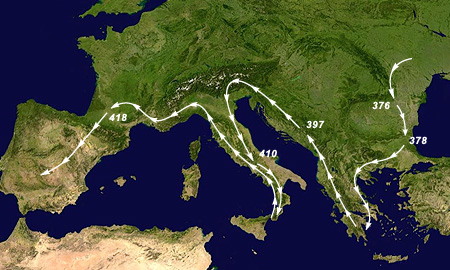
Розселення

Вестготи, візіго́ти (лат. Visigothi, Wisigothi, Vesi, Visi, Wesi, або Wisi) — західна гілка кочових готів під час великого переселення народів.
Вестготи засновували нові міста в Західній Європі[джерело?] від доби падіння західної половини Римської імперії до піднесення династії Каролінгів. Багато вестготських назв все ще використовуються в сучасній іспанській та португальській мовах.{[джерело?] Проте їхньою найвизначнішою спадщиною вважається Вестготська правда, кодекс, який послужив основою для судових процедур у правовій системі з моменту християнізації Іберії аж до Пізнього середньовіччя, тобто через століття після знищення Вестготського королівства.

## Історія
Вестготи вперше з'явилися в історії як окреме плем'я в 268, коли вторглися до Римської Імперії на Балканський півострів. Вестготи пройшли через римські провінції Паннонію (Pannonia) та Іллірію (Illyricum) — і навіть загрожували самій Італії[уточнити]. Але влітку вестготам було завдано поразки в битві на місці сучасного італійсько-словенського кордону, а у вересні були розбиті у битві під Найсусом (Naissus).
Протягом наступних 3 років їх було витіснено за Дунай імператорами Клавдієм II і Авреліаном. Проте вони залишилися в колишній римській провінції Дакія, яку Авреліан покинув у 271.
Під тиском гунів у 376 перейшли Дунай, прохаючи римського імператора Валента надати їм місця для поселення. Їм надано місце у Нижній Мезії, але, незадоволені визиском римського чиновництва, вони підняли бунт. У битві під Адріанополем вестготи розбили армію Валента, убивши його.
Імператор Феодосій І залагодив конфлікт, але після його смерті в 395, коли Римську імперію було розділено між його синами на Східну та Західну, вестготи, користуючись непевністю ситуації, почали грабіжницькі походи, спочатку у Грецію, а у 410, очолювані Аларіхом, на Рим, який істотно пограбували. 

## Вестготське королівство
Вестготське королівство було західноєвропейською державою в 5—8 століттях, створене спочатку в Галлії, коли римляни втратили контроль над західною половиною своєї імперії, а потім в Іспанії — до 711 року. Протягом короткого періоду вестготи контролювали наймогутніше з військової точки зору королівство Західної Європи. У відповідь на вторгнення вандалів, аланів і свебів у римську Іспанію в 409 році Гонорій, імператор Заходу, заручився допомогою вестготів, щоб відновити контроль над територією. Проте з 408 по 410 рік вестготи завдали стільки шкоди Риму та безпосередній периферії імперії, що майже десятиліття потому провінції змогли внести лише одну сьому від своїх попередніх податків.
У 451 брали участь у битві на Каталаунських полях проти гунів у війську римського намісника Галлії Аеція.
Розбиті королем франків Хлодвігом у 507, залишили на його користь Південну Галлію і відійшли в Іспанію.
У 711 після битви при Гвадалете Вестготське королівство біло захоплене та знищене арабами.

## Королі вестготів

### Тервінги
Ці королі та вожді, за винятком Фрітігрена і, можливо, Алавівуса, були язичниками.

### ДинастіяБалтів
Були аріанами.
- Аларіх I (395—410)
- Атаульф (410—415)
- Сігеріх (415)
- Валлія (415—419)
- Теодоріх I (419—451)
- Торізмунд (451—453)
- Теодоріх II (453—467)
- Ейріх (467—485)
- Аларіх II (485—507)
- Гезалех (507—511)
- Амаларіх (507—531)

### Позадинастичні королі
Починаючи з Рекареда І, прийняли християнство, засноване на нікейському символі віри.
- Теудіс (531—548)
- Теудігізел (548—549)
- Агіла I (549—554)
- Атанагільд (554—567)
- Ліува I (568—572)
- Леовігільд (568—586)
- Рекаред I (586—601)
- Ліува II (601—603)
- Віттеріх (603—610)
- Гундемар (610—612)
- Сісебут (612—620)
- Рекаред II (620—621)
- Свінтіла (621—631)
- Сісенанд (631—536)
- Хінтіла (636—640)
- Тульґа (640—641)
- Гіндасвінт (641—652)
- Реккесвінт (649—672)
- Вамба (672—680)
- Ервіґ (680—687)
- Егіка (687—701)
- Вітіца (697—709)
- Родеріх (710—711)
- Агіла II (711—714)
- Ардо (714—721)